# Салін (округ, Канзас)
Шаблон:StateAbbr_ 38°47′00″ пн. ш. 97°40′00″ зх. д. / 38.7833° пн. ш. 97.6667° зх. д.
Округ Салін (англ. Saline County) — округ (графство) у штаті Канзас, США. Ідентифікатор округу 20169.

## Історія
Округ утворений 1860 року.

## Демографія
За даними перепису
2000 року
загальне населення округу становило 53597 осіб, зокрема міського населення було 45654, а сільського — 7943.
Серед мешканців округу чоловіків було 26449, а жінок — 27148. В окрузі було 21436 домогосподарств, 14211 родин, які мешкали в 22695 будинках.
Середній розмір родини становив 2,98.
Віковий розподіл населення поданий у таблиці:
| Стать    | До 15 років | 15-21 | 22-29 | 30-39 | 40-49 | 50-65 | 65-85 | Понад 85 |
| -------- | ----------- | ----- | ----- | ----- | ----- | ----- | ----- | -------- |
| Чоловіки | 5930        | 2962  | 2721  | 3897  | 4052  | 3858  | 2786  | 243      |
| Жінки    | 5631        | 2573  | 2562  | 3764  | 4103  | 4064  | 3728  | 723      |

## Суміжні округи
- Оттава — північ
- Дікінсон — схід
- Меріон — південний схід
- Макферсон — південь
- Еллсворт — захід
- Лінкольн — північний захід

## Виноски
1. ↑  U.S. Decennial Census. United States Census Bureau. Архів оригіналу за 12 травня 2015. Процитовано 29 липня 2014.
2. ↑  Historical Census Browser. University of Virginia Library. Архів оригіналу за 11 серпня 2012. Процитовано 29 липня 2014.
3. ↑  Population of Counties by Decennial Census: 1900 to 1990. United States Census Bureau. Архів оригіналу за 5 червня 2019. Процитовано 29 липня 2014.
4. ↑  Census 2000 PHC-T-4. Ranking Tables for Counties: 1990 and 2000 (PDF). United States Census Bureau. Архів оригіналу (PDF) за 18 грудня 2014. Процитовано 29 липня 2014.
5. ↑  State & County QuickFacts. United States Census Bureau. Архів оригіналу за 18 липня 2011. Процитовано 29 липня 2014.(англ.) Наведено за англійською вікіпедією.
6. ↑  American FactFinder. Бюро перепису населення США. Архів оригіналу за 26 лютого 2012. Процитовано 31 січня 2008. [Архівовано 2008-05-21 у Wayback Machine.]

| США | Це незавершена стаття з географії США. Ви можете допомогти проєкту, виправивши або дописавши її. |